# Joe Pack
Joe Pack, né le 10 avril 1978 à Eugene dans l'Oregon, est un skieur acrobatique américain.
Au cours de sa carrière, il a remporté la médaille d'argent olympique en Jeux olympiques d'hiver de 2002 à Salt Lake City en saut. Il a remporté deux médailles de bronze mondial dans la même épreuve en 1999 et en 2001.

## Palmarès

### Jeux olympiques d'hiver
- Médaillé d'argent olympique en saut aux Jeux olympiques d'hiver de 2002 à Salt Lake City ( États-Unis)

### Championnats du monde
- Médaillé de bronze mondial en saut aux Championnats du monde de 1999 à Meiringen-Hasliberg ( Suisse)

- Médaillé de bronze mondial en saut aux Championnats du monde de 2001 à Whistler Blackcomb ( Canada)